# Battaglia di Jean-Rabel
La battaglia di Jean-Rabel fu un episodio della rivoluzione haitiana.

## Antefatto
Nel corso delle guerre rivoluzionarie francesi, inglesi e francesi riversarono più volte la loro rivalità anche nel Mar dei Caraibi, dove entrambe le nazioni possedevano diverse colonie che furono un importante teatro di conflitto. Nel 1797, la Gran Bretagna deteneva la supremazia marittima locale anche se diversi porti locali attuavano la pirateria come mezzo di dissuasione del nemico. Gli attacchi degli inglesi ad alcune colonie francesi avevano portato successo: una delle occasioni più famose fu l'occupazione del porto di Môle-Saint-Nicolas a nord-ovest della colonia francese di Saint-Domingue nel 1793, da dove gli inglesi si garantirono una stabile rotta commerciale verso la loro arteria vitale in loco, la Giamaica.
Il resto della costa nord di Saint-Domingue rimaneva nelle mani dei francesi, ma nell'autunno del 1796 il bilanciamento del potere nei Caraibi venne a variare a seguito della dichiarazione del Secondo trattato di San Ildefonso nel quale la Spagna, che pure aveva numerose colonie nell'area, dichiarava guerra alla Gran Bretagna. Per tutta risposta, le forze inglesi nei Caraibi si divisero, con la maggior parte di esse in una flotta al comando del contrammiraglio Henry Harvey, che catturò Trinidad nel febbraio del 1797, per poi dirigersi ad attaccare Porto Rico. Con le forze inglesi impegnate altrove, i pirati francesi furono in grado di attaccare e conquistare numerosi vascelli americani che commerciavano con le colonie inglesi, tagliando così buona parte dei rifornimenti.
I pirati francesi portavano gran parte delle navi catturate nei piccoli porti della costa settentrionale di Saint-Domingue. Qui infatti pensavano di essere al sicuro dallo squadrone inglese comandato dal contrammiraglio Hyde Parker che era di base a Môle-Saint-Nicolas. All'inizio di aprile del 1797, i governatori civili francesi della capitale di Cap-Français sulla costa nord-orientale insistettero perché questi vascelli catturati venissero portati alla capitale; i governatori ordinarono che la fregata Harmonie, di base nel porto, partisse alla volta di Port-de-Paix e vi raccogliesse tutte le navi presenti come pure nel porto del vicino villaggio di Jean-Rabel.

## La distruzione dellaHarmonie
Gli ufficiali della Harmonie si opposero agli ordini ricevuti, considerando che il viaggio sarebbe stato troppo pericoloso in quanto si sarebbero trovati troppo in prossimità dello squadrone di Parker. Ad ogni modo le insistenze governative e le minacce furono tali che a metà aprile 1797 dovettero salpare per la missione prevista. Poco dopo che la Harmonie era partita da Cap-Français, incrociò la nave da guerra inglese HMS Janus (32 cannoni) al comando del capitano James Bissett. Sebbene la Janus fosse di molto più piccola della Harmonie, la nave francese pensò di non dar battaglia ma di dirigersi verso il porto di Marégot. Bissett nel frattempo si diresse ad ovest dove incontrò lo squadrone di Parker presso Môle-Saint-Nicolas il 15 aprile. Parker disponeva di tre navi di linea al suo comando, la sua ammiraglia HMS Queen, la HMS Thunderer al comando del capitano William Ogilvy e la HMS Valiant al comando del capitano Edward Crawley, che inviò dunque a Marégot alla ricerca della Harmonie.
Nel pomeriggio del 15 aprile, la Thunderer scoprì la posizione della Harmonie che stava navigando attraverso il Canale di Tortuga tra la costa nord di Saint-Domingue e la piccola isola di Tortuga. La Harmonie proseguì dunque il suo viaggio verso l'ismo di Mostique dove si fermò al porto di Jean-Rabel, ancorandosi. Ogilvy riportò la posizione a Parker ed ottenne l'ordine di portarsi nell'istmo con la Thunderer e la Valiant e di catturare o distruggere la nave francese. Alle 16:15 gli inglesi erano impegnate ad esaminare la foce dell'istmo, valutando che le acque si presentavano particolarmente pericolose per una qualsiasi nave, compresa l’Harmonie. Il vento inoltre era forte e pertanto Ogilvy decise che era troppo rischioso proseguire in quelle condizioni di mare. Alle 17:00 entrambe le navi inglesi furono in grado di sparare alcune bordate alla fregata francese, dalla quale però non ebbero risposta, per cui Ogilvy decise di ritirarsi a distanza di sicurezza per il calar della sera.
La mattina del 16 april, la Thunderer e la Valiant tornarono, aprendo il fuoco entrambe sulla Harmonie in calme più acque. Riconoscendo che la loro nave non era in grado di fuggire da quella posizione, gli ufficiali francesi presero l'unica decisione possibile e portarono la nave in mare aperto alle 07:00, mettendo in fiamme la nave per poi lasciarla. Il deposito delle munizioni della Harmonie esplose alle 08:47, distruggendo completamente la nave e pertanto la Thunderer e la Valiant si ritirarono. Le perdite francesi rimasero sconosciute, mentre le navi inglesi si ritirarono con danni minori.

## Il raid su Jean-Rabel
Allertato dalla presenza di un gran numero di navi a Jean-Rabel, Parker ordinò al capitano Hugh Pigot, comandante della fregata inglese HMS Hermione, di catturarle. Pigot era comandante di uno squadrone di fregate composto dalla HMS Quebec al comando del capitano John Cooke e dalla HMS Mermaid al comando del capitano Robert Otway oltre a due vascelli più piccoli, il bricco Drake ed il cutter Penelope. Pigot aveva la reputazione di razziatore sulle coste: il 22 marzo la Hermione aveva attaccato e distrutto diversi vascelli francesi di piccola taglia presso Porto Rico. Ordinato lo squadrone, Pigot portò le sue navi a Jean-Rabel per le 15:00 del 20 aprile per ripetere la vittoria già conseguita in passato. Rimanendo fuori portata sino al calar della notte, la ciurma iniziò i preparativi per la conclusione della spedizione, nella quale era previsto che i marinai, sfruttando il calar dell'oscurità, si portassero a bordo dei vascelli nel porto e poi ripartissero aspettando lo squadrone.
La sera del 20 aprile il mare era calmo con una buona corrente che permise allo squadrone di Pigot di coprire la distanza delle 2 miglia nautiche (3,5 km) che lo separavano dal porto di Jean-Rabel inosservato. Le navi dello squadrone, comandate da giovani ufficiali, si avvicinarono silenziosamente alla costa. Per distrarre eventuali sentinelle, Pigot pensò di inviare una piccola nave attraverso l'istmo così da distrarre l'attenzione dei francesi dal porto. Questo permise alle sue navi di raggiungere comodamente l'interno del porto, raggiungendo l'obbiettivo. Alla 01:00 del 21 aprile l'attacco iniziò con uno scambio di colpi di muschetto dalle navi degli inglesi e con la cattura di alcuni vascelli mercantili. Dopo poco, il colpo dei fucili attirò l'attenzione dei cannoni che sovrastavano l'area del porto. I cannoni però errarono non vedendo correttamente la posizione del nemico e decisero di presumere che l'attacco si stesse conducendo direttamente sulla baia, sparando così alle fregate che si trovavano in quel punto.
Alle 04:00, la nave Polly, i bricchi Two Sisters, Abiona e Sally, gli scioni Columbia, Juno e Citizen Snow Hill nonché gli sloops Industry ed una seconda nave erano nelle mani degli inglesi. Tutti questi vascelli avevano bandiera americana anche se molte delle loro carte di navigazione erano state inviate a Cap-Français. Le perdite dei francesi nell'operazione non vennero riportate, sebbene gli inglesi non persero alcun uomo.

## Conseguenze
Queste operazioni ristabilirono in maniera definitiva il controllo degli inglesi sulle acque attorno a Saint-Domingue, eliminando ogni significativa opposizione e distruggendo uno dei principali porti utilizzati solitamente dai pirati francesi per stoccare le navi rubate. Questa operazione, per quanto di successo, non fu di sufficiente per solidificare la presenza inglese a Saint-Domingue e dalla fine del 1797, gli inglesi dovettero ritirarsi dall'intera colonia. Pigot, Ogilvy e Parker inviarono tutti e tre dei dispacci all'ammiragliato con racconti delle circostanze della battaglia, sebbene lo storico William James abbia notato come Pigot si sia rifiutato di rendere il giusto merito agli ufficiali minori che presero parte all'operazione. Pigot era un ufficiale poco popolare nella sua epoca e sei mesi dopo venne pugnalato dai suoi stessi uomini nel corso di un ammutinamento a bordo della Hermione.